# شهرستان تارنووسکیه گور
شهرستان تارنووسکیه گور (به لهستانی: Powiat Tarnowskie Góry) یک شهرستان در لهستان است که در استان سیلسیان واقع شده‌است. شهرستان تارنووسکیه گور ۶۴۲٫۶۳ کیلومتر مربع مساحت و ۱۳۷٬۹۷۹ نفر جمعیت دارد.